# Cecropia litoralis
Cecropia litoralis är en nässelväxtart som beskrevs av Snethlage. Cecropia litoralis ingår i släktet Cecropia och familjen nässelväxter. Inga underarter finns listade i Catalogue of Life.